# Arlesheim
Arlesheim (gsw. Arlese) – gmina (niem. Einwohnergemeinde) w północnej Szwajcarii, w kantonie Bazylea-Okręg, siedziba administracyjna okręgu Arlesheim. 31 grudnia 2020 roku liczyła 9 217 mieszkańców. Jedna z bogatszych gmin kantonu. 